# Castillo de Niebla (España)
El castillo de Niebla, también conocido como el castillo de los Guzmanes, es una fortificación histórica situada en el municipio español de Niebla, en la provincia de Huelva, comunidad autónoma de Andalucía. Está declarado Bien de Interés Cultural con la categoría de Monumento.

## Historia
El castillo fue ordenado construir por el duque de Medina Sidonia, Enrique de Guzmán, durante el último tercio del siglo XV. Las obras se iniciaron hacia 1470, tras ordenar demoler el alcázar islámico existente, alargándose los trabajos durante varios años. La fortaleza, en la cual residieron Enrique de Guzmán y su hijo, constituyó una expresión del poder de la casa ducal. En 1508, durante el transcurso del denominado saco de Niebla, el castillo cayó en manos de las fuerzas de la Corona.
Según documentación de la Casa de Medina Sidonia, al cabo de varias generaciones la fortaleza se encontraba en mal estado de conservación. Debido al deterioro sufrido, a comienzos del siglo XVII se realizaron intervenciones de cierta importancia. No obstante, el deterioro continuaría durante las siguientes décadas. El terremoto de 1755 provocó graves desperfectos en Niebla, tanto en las murallas urbanas como en el castillo. La torre del homenaje resultó muy afectada y quedó desmochada.
En 1810, durante el transcurso de la Guerra de la Independencia, el ejército napoleónico ocupó Niebla. La localidad se convirtió en un centro militar y logístico del ejercito ocupante, al tiempo que los franceses restauraron las históricas fortificaciones. En 1811 el castillo y su guarnición francesa fueron sometidos a un asedio por las fuerzas aliadas al mando del general Joaquín Blake, pero la tentativa de asalto resultó fallida. Cuando los franceses se retiraron de Niebla, en agosto de 1812, procedieron a la voladura del castillo. Los daños provocados por las explosiones fueron considerables, dejando el recinto en un estado de destrucción. Las ruinas del castillo se mantuvieron en un progresivo estado de deterioro hasta la década de 1950, cuando comenzaron a llevarse a cabo trabajos de restauración que se han mantenido hasta la actualidad.
El castillo, junto con el recinto amurallado de Niebla, fue declarado Monumento Histórico-Artístico en 1945.

## Características

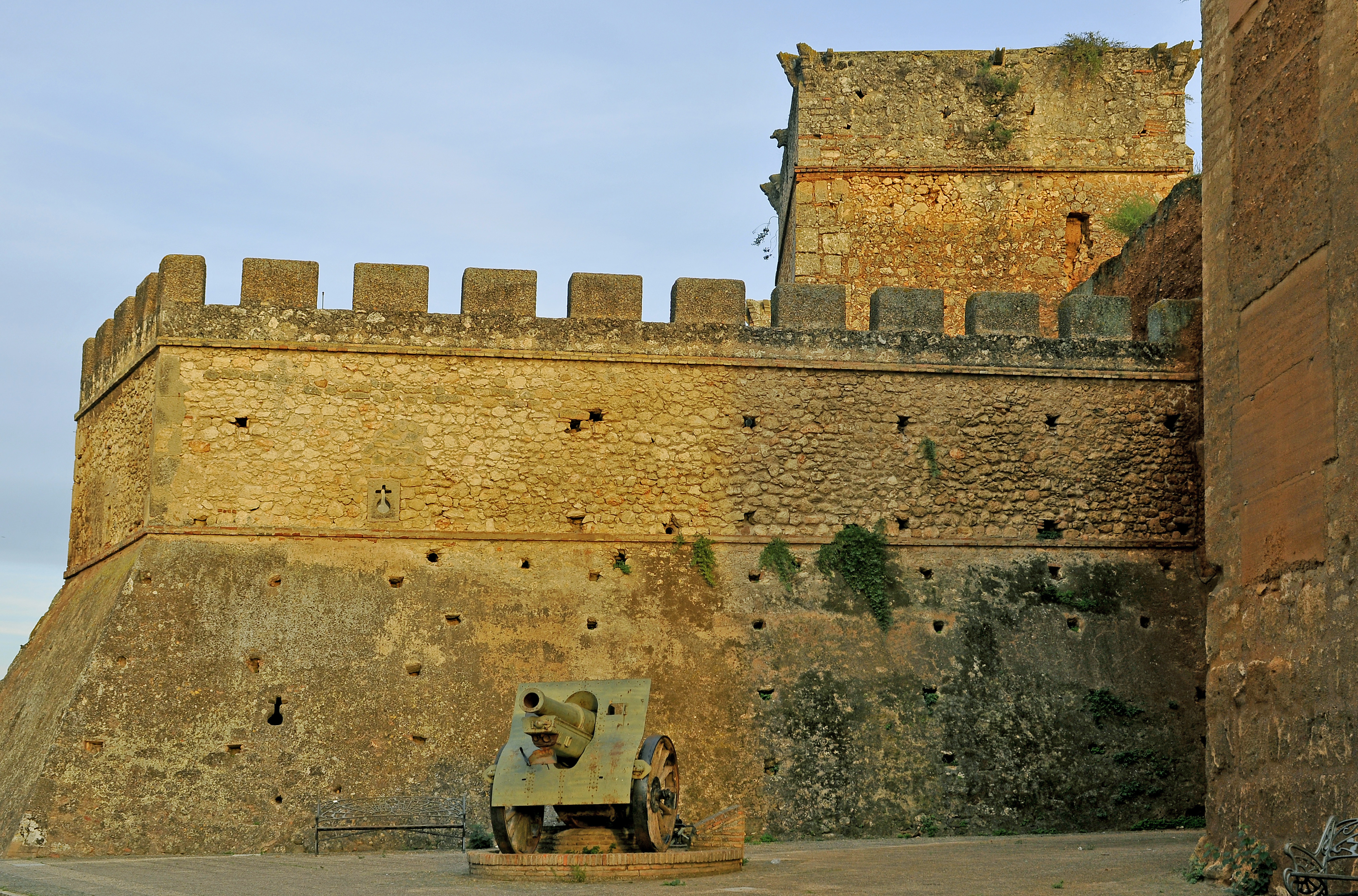
Muralla exterior del castillo de Niebla.

El edificio, situado en un extremo de la ciudadela construida durante la taifa de Niebla, tiene planta cuadrangular, dividida en dos grandes patios rodeados de torreones cuadrados. La torre del homenaje se levanta en la esquina nordeste y tiene planta cuadrada rematada por almenas defensivas. El material empleado en la construcción mezcla el aparejo de sillarejo, los sillares de piedra y el tapial.